# ESJ Lille

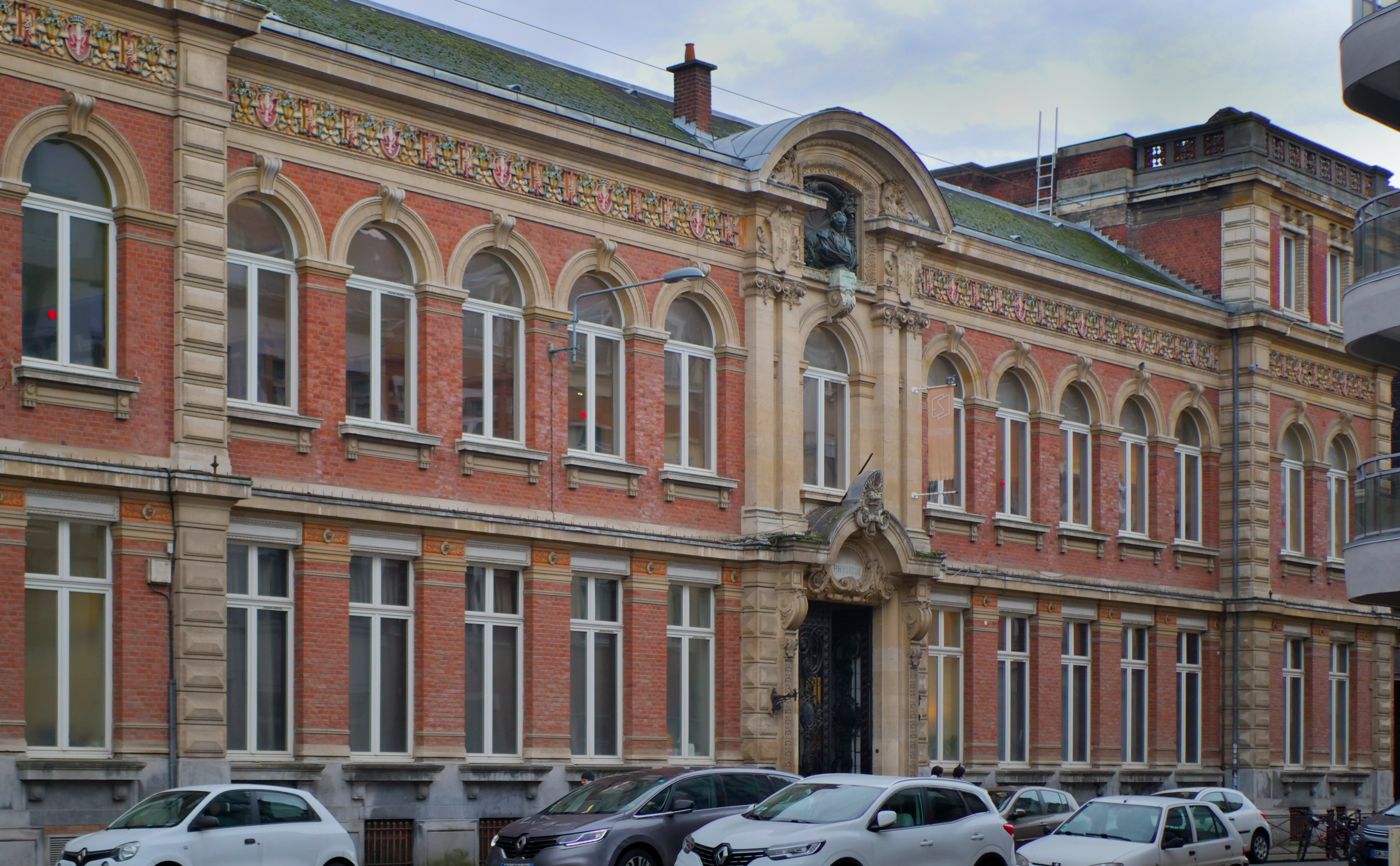
Das Gebäude der ESJ Lille

Die École supérieure de journalisme de Lille (ESJ Lille) wurde 1924 gegründet und ist eine französische Grande École mit Vereinsstatus in Lille. Als Teil der Universität Lille und Mitglied der Conférence des écoles de journalisme (CEJ) ist die ESJ Lille eine der größten Journalistenschulen Frankreichs und die älteste der 14 von der Nationalen paritätischen Kommission für die Beschäftigung von Journalisten (CPNEJ) anerkannten Schulen.
Die ESJ Lille wurde 2016 und 2018 im Ranking der Journalistenschulen von Le Figaro étudiant als beste französische Journalistenschule eingestuft, wobei sie das Ausbildungszentrum für Journalisten (Centre de formation des journalistes, CFJ) der Universität Paris-Panthéon-Assas nur knapp übertraf. Dieses Ranking basiert hauptsächlich auf der Meinung von Personalvermittlern und wird jedoch auf privater Basis erstellt, da Le Figaro étudiant keiner nationalen Organisation angeschlossen ist.
Am 1. Januar 2022 trat die ESJ Lille als Teil der neuen Université de Lille bei, die aus den Fakultäten der Universität Lille, Sciences Po Lille, der École nationale supérieure d’architecture et de paysage de Lille (ENSAPL) und der École nationale supérieure des arts et industries textiles (ENSAIT) gebildet wurde. Am 22. April 2021 stimmten die Verwaltungsräte der vier Einrichtungen für den Plan zur Gründung der neuen Einheit.

## Ehemalige Schüler
- Hervé Bourges, Journalist und Leiter eines Radio- und Fernsehsenders
- Hugo Clément, Journalist
- Marthe Fare, togolesische Autorin, Romanautorin und Journalistin
- Dominique Lagrou-Sempère, Journalistin
- Frédéric Lemaître (* um 1965), französischer Journalist der Tageszeitung Le Monde
- Bruno Masure (* 1947), Journalist
- Maïa Mazaurette, Journalistin
- Chantal Magalie Mbazoo Kassa, französischsprachige Dichterin und Romanautorin aus Gabun
- Laurent Obertone (* 1984), ehemaliger Journalist, Autor
- Garance Pardigon, Journalistin TF1
- Jean-Pierre Pernaut, Journalist und Moderator
- Élizabeth Tchoungui, Journalistin
- Tronchet (* 1958), Comicautor und Journalist